# Gunnar Tellander

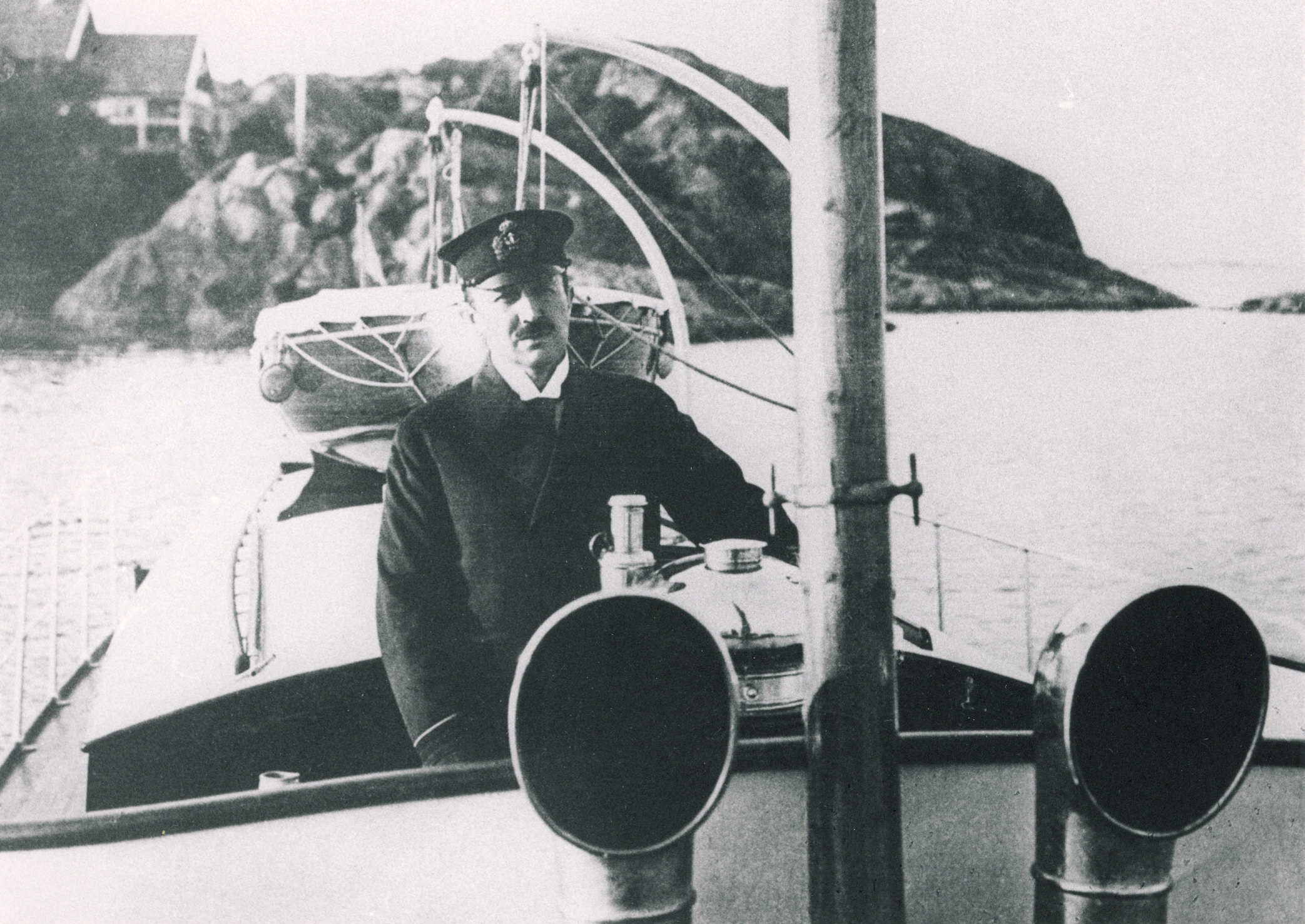
Gunnar Tellander år 1917.

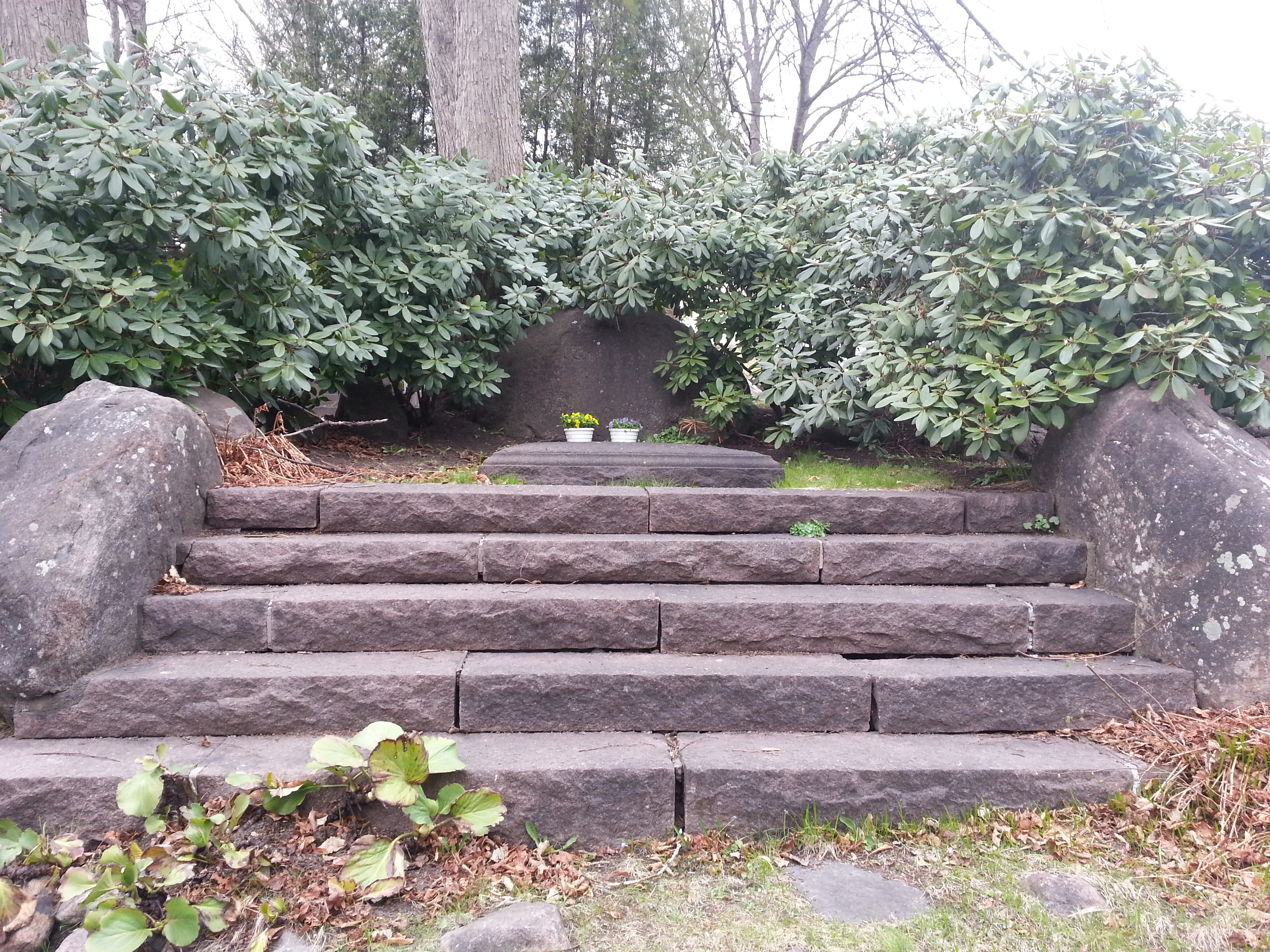
Tellanders familjegrav på Östra kyrkogården i Göteborg.

Gunnar Rickard Tellander född 2 juni 1876 i Göteborg, död den 6 augusti 1930, var en svensk ingenjör, uppfinnare och industriman. Han är mest känd som en av grundarna av CTC.

## Biografi
Gunnar Tellander var den äldste sonen till överstelöjtnant Richard Tellander och dennes hustru Ellinor född Gibson.
Tellander studerade till ingenjör vid Kungliga tekniska högskolan i Stockholm och tog examen där 1897. Därefter fortsatte han med praktiska studier vid John Lennings vävskola i Norrköping och fortsatta studier i England 1898–1899. Från 1907 var Tellander verkställande direktör i värmetekniska aktiebolaget Celsius. Han var dessutom direktör i Rosengrens kassaskåpsfabriks AB och styrelseordförande för det 1918 grundade företaget Coronaverken AB samt styrelseordförande i AB Welin. Gunnar Tellander var dessutom en av grundarna till CTC som grundades 1923 av Celsius, Tellander och Clarin. Företaget tillverkade varmvattenberedare och värmepannor, något som det gör även i våra dagar.
Gunnar Tellander var även uppfinnare och innehade en mängd olika patent, däribland securex-kopplingen. Tellander var även instiftare och styrelseledamot i Svenska värme och sanitetstekniska föreningen och Rörledningsfirmornas Riksförbund Därtill var Gunnar Tellander även engagerad i det frivilliga sjöförsvaret som växte fram strax före första världskrigets utbrott och han var flottiljchef för Göteborgs Frivilliga Motorbåtsflottilj 1917-1924.
Han utnämndes till riddare av Nordstjärneorden och var aktiv frimurare. Han ägde Clarebergs herrgård i Kärra på Hisingen mellan 1914 och 1926.
Han var sedan 1907 gift med Greta Mark, dotter till Gamlestadens fabrikers grundare Johannes Johansson. Parets dotter Inga-Greta Tellander, född 1908, gifte sig 1929 med Franz Hartmann.
Gunnar Tellander är begravd på Östra kyrkogården i Göteborg. 